# Blandford-Blenheim

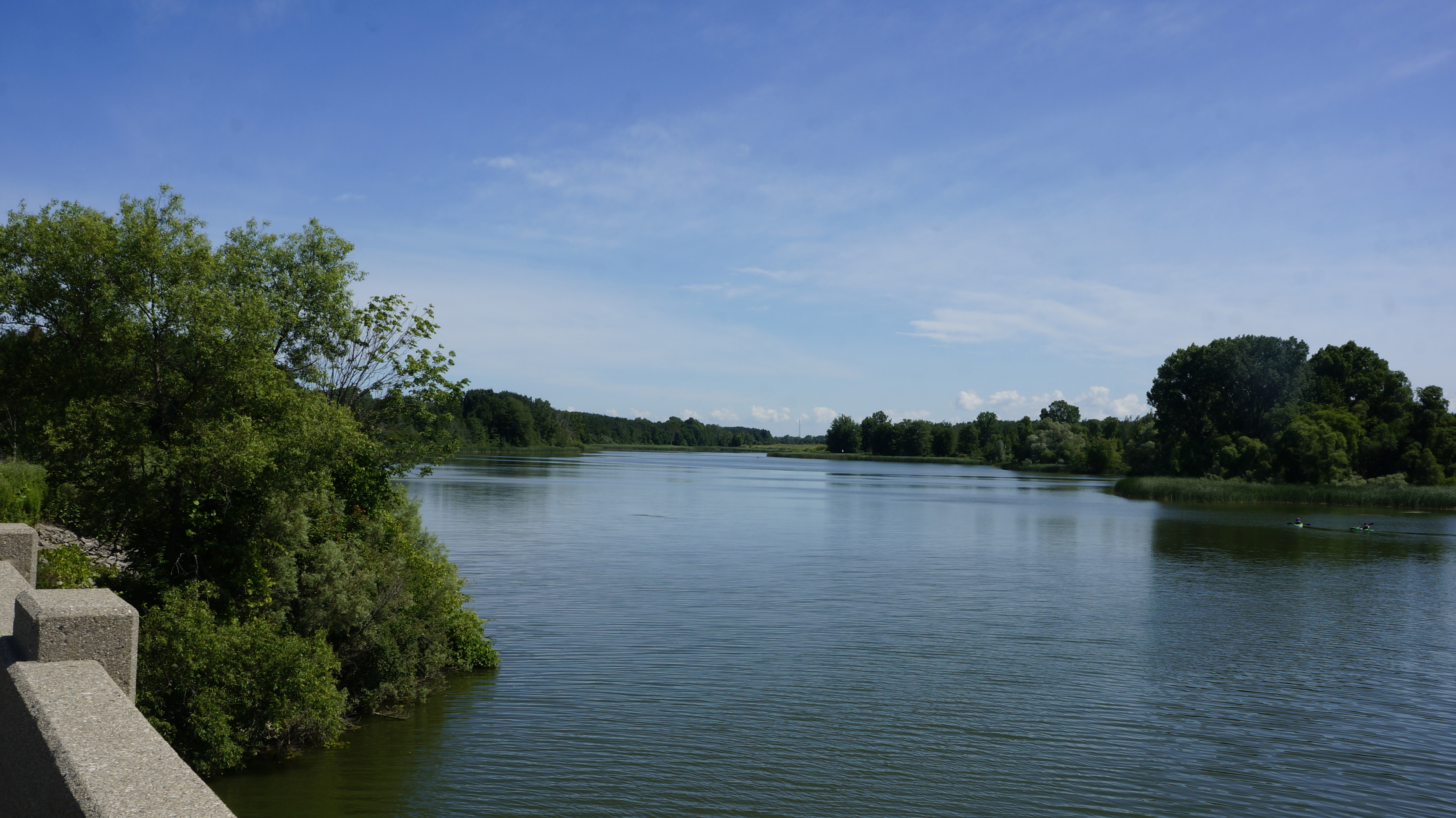
La rivière Thames qui traverse Blandford-Blenheim

Blandford-Blenheim est une ville du comté d'Oxford, province de l'Ontario au Canada.
La ville a été créée en 1975 à la suite de l'association des villes de Blandford et Blenheim.

## Communautés
- Bright
- Drumbo
- Plattsville
- Princeton

## Démographie
| 2001  | 2006  | 2011  | 2016  |
| ----- | ----- | ----- | ----- |
| 7 422 | 7 149 | 7 359 | 7 399 |